# Flugplatz Lib Mandi

i7
i11
i13
Der Flugplatz Lib Mandi (spanisch: Aeródromo Lib Mandi, ICAO-Code: SPLX, auch bekannt als Lib Mandy) ist ein Flugplatz im Distrikt Chilca in der Region Lima in Peru. Er befindet sich an der Grenze des Distrikts Chilca zum Stadtdistrikt San Bartolo der peruanischen Hauptstadt Lima. Vom Flugplatz Lib Mandi aus starten die einzigen Flugverbindungen in das peruanische VRAEM-Gebiet. Am Flugplatz befindet sich eine Flugschule.

## Flugbetrieb
Vom Flugplatz Lib Mandi aus starten Flugverbindungen der peruanischen Fluggesellschaft Aero Link in andere peruanische Städte. Seit 2016 startet von diesem Flugplatz aus die erste Flugverbindung in das peruanische VRAEM-Gebiet (Valle de los ríos Apurímac, Ene y Mantaro). Dies ist ein Gebiet, das aufgrund des dortigen Kokaanbaus und Terrorismus durch den Sendero Luminoso von Fluggesellschaften gemieden wurde.
Da der internationale Flughafen Jorge Chávez der peruanischen Hauptstadt Lima an seine Kapazitäten stößt, ist seit 2020 geplant, Inlandsflüge auf nahe an Lima liegende Flughäfen und Flugplätze auszulagern. Der Flugplatz Lib Mandi wird dabei für die Verbindung zum Flughafen Pisco in Betracht gezogen, konkrete Pläne gibt es jedoch noch keine.

## Flugschule
Am Flugplatz Lib Mandi befindet sich die Flugschule Master of the Sky. Die Flugschule wurde 1998 eröffnet und besitzt eine Flotte von elf Kleinflugzeugen.